# هوارد كوميفيس
هوارد كوميفيس (بالإنجليزية: Howard Komives)‏ مواليد 9 مايو 1941 في توليدو - الوفاة 22 مارس 2009، كان لاعب كرة سلة أمريكي. بدأ مسيرته الاحترافية في سنة 1964. تم اختياره من قبل فريق نيويورك نيكس خلال الدرافت. بلغ طوله 6 قدم 1 بوصة (1.9 م). اعتزل اللعب في 1974.

## المسيرة الاحترافية
لعب مع نيويورك نيكس من سنة 1964 إلى 1969، ثم لعب مع ديترويت بيستونز من سنة 1968 إلى 1972، ثم لعب مع بوفالو بريفز في موسم 1972–1973، ثم لعب مع سكرامنتو كينغز في موسم 1973–1974.

## روابط خارجية
- هوارد كوميفيس على موقع إن بي أي (الإنجليزية)
- هوارد كوميفيس على موقع سبورتس رفرنس (الإنجليزية)
- هوارد كوميفيس على موقع كلية كرة السلة في سبورتس رفرنس.كوم (الإنجليزية)
- هوارد كوميفيس على موقع ريلجم (الإنجليزية)
- هوارد كوميفيس على موقع بروبوليرز (الإنجليزية)